# كلية ستانيسلاس في باريس
كلية ستانيسلاس في باريس ( بالفرنسية : Collège Stanislas de Paris) واحدة من أرقى المدارس الفرنسية والنخبوية.احتلت المدرسة المرتبة الأولى في عام 2019 في المدرسة الثانوية.

## روابط خارجية
- الموقع الرسمي